# Gerson (calciatore 1997)
Gerson Santos da Silva, meglio noto come Gerson (Belford Roxo, 20 maggio 1997), è un calciatore brasiliano, centrocampista dello Zenit San Pietroburgo e della nazionale brasiliana.

## Caratteristiche tecniche
Può giocare da centrocampista, ala e seconda punta. Dispone di buona potenza, tecnica, controllo palla e visione di gioco.

## Carriera

### Club

#### Fluminense
Dopo un periodo trascorso nelle giovanili del Fluminense, viene promosso in prima squadra all'età di 17 anni. Esordisce il 22 febbraio 2015, nella gara interna contro il Vasco da Gama, valida per il campionato Carioca. In questa competizione raccoglie 12 presenze e quattro gol. Il 1º novembre seguente, sempre contro il Vasco da Gama, realizza la sua prima rete nella Serie A brasiliana.
L'11 agosto 2015 viene acquistato per la cifra di 17 milioni di euro dalla Roma, che però lo lascia al Fluminense fino al 1º gennaio 2016. Giunto a Roma, ma non tesserabile per la società poiché terminati gli slot degli acquisti extracomunitari, Gerson rifiuta prima un prestito secco al Frosinone e ritorna al Fluminense in prestito breve.

#### Roma e Fiorentina
Nella sua prima stagione, esordisce in maglia giallorossa nel ritorno del preliminare di Champions League il 23 agosto 2016 contro il Porto nella sconfitta per 3 a 0 allo Stadio Olimpico, che sancisce l'uscita dei giallorossi dalla competizione. Il 15 ottobre 2016 invece fa il suo esordio in Serie A nella vittoria contro il Napoli per 3 a 1. Termina la sua prima stagione con 11 presenze complessive (4 in campionato), finendo relegato in panchina nella seconda parte della stagione. Nella stagione successiva, il nuovo tecnico Eusebio Di Francesco lo fa rimanere in rosa credendo nelle sue capacità. Il 5 novembre 2017 sigla contro la Fiorentina i suoi due primi gol in Serie A, contribuendo alla vittoria per 4-2.
Il 20 luglio 2018 passa alla Fiorentina in prestito secco. Esordisce in maglia viola il 26 agosto seguente contro il Chievo, siglando anche il suo primo centro con il club toscano. Al termine della stagione, non viene intavolata alcuna trattativa per il prolungamento della permanenza di Gerson nel club di Firenze.

#### Flamengo
Nella notte tra il 12 e il 13 luglio 2019 viene ufficializzato il passaggio a titolo definitivo del brasiliano dalla Roma al Flamengo, a fronte di un corrispettivo fisso pari a 11,8 milioni di euro, con percentuale sulla futura rivendita. Debutta con il nuovo club il 21 luglio seguente, nel match di campionato contro il Corinthians. Il 28 luglio 2019 trova poi il suo primo centro con il Flamengo, nella gara di campionato contro il Botafogo. Proprio nella prima stagione al Flamengo, Gerson si fregia dei suoi primi titoli in carriera, vincendo il Campionato Brasiliano e la Coppa Libertadores. Per il suo rendimento complessivo, al termine della stagione rientra nella formazione ideale del campionato brasiliano sia per il Prêmio Craque do Brasileirão sia per la Bola de Prata. Il 26 febbraio 2020 l'ex giallorosso realizza la doppietta per il definitivo 3-0 contro l'Independiente del Valle nella finale di ritorno della Recopa conquistando così il secondo trofeo continentale con il club rubro-negro.

#### Olympique Marsiglia

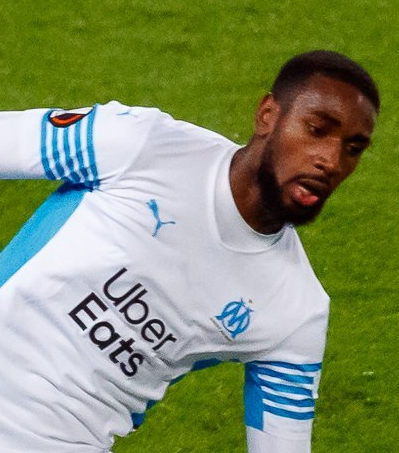
Gerson all' nel 2021.

Il 9 giugno 2021 l'Olympique Marsiglia annuncia di avere raggiunto un accordo quinquennale per il trasferimento a titolo definitivo del calciatore per 25 milioni di euro. Il trasferimento viene finalizzato il 1º luglio seguente. Debutta con i transalpini l'8 agosto 2021, nella gara di campionato contro il Montpellier (2-3). Il 28 agosto seguente va a segno per la prima volta col nuovo club, contribuendo al successo di campionato contro il Saint-Étienne (3-1). Il 16 settembre è la volta dell'esordio internazionale, in occasione del match di UEFA Europa League contro il Lokomotiv Mosca (1-1). Il 19 dicembre 2021 debutta invece in Coppa di Francia, disputando i minuti finali del match vinto contro il Cannet Rocheville (4-1). Il 17 febbraio 2022 debutta in UEFA Conference League, in occasione della gara vinta contro il Qarabağ (3-1). Il 7 aprile 2022 apre con la sua prima rete in una competizione internazionale europea le marcature della gara d'andata dei quarti di finale di Conference League contro il PAOK (2-1), rimediando successivamente anche un'espulsione.

#### Ritorno al Flamengo
Il 3 gennaio 2023 viene annunciato il suo acquisto da parte del Flamengo, nella quale fa ritorno dopo due anni.

### Nazionale
Tra il 2014 ed il 2016 ha indossato la maglia della nazionale Under-20 del Brasile in 10 occasioni, di cui sette nel Campionato sudamericano Under-20.
Riceve la sua prima convocazione in nazionale nell'agosto 2021, esordendovi il 2 settembre del medesimo anno in occasione del successo per 0-1 contro il Cile.
Il 19 novembre 2024 realizza la sua prima rete con il Brasile nel pareggio interno contro l'Uruguay (1-1).

## Statistiche

### Presenze e reti nei club
Statistiche aggiornate al 1° luglio 2025.
| Stagione                   | Squadra                    | Campionato                 | Campionato | Campionato | Coppe nazionali | Coppe nazionali | Coppe nazionali | Coppe continentali | Coppe continentali | Coppe continentali | Altre coppe | Altre coppe | Altre coppe | Totale | Totale |
| Stagione                   | Squadra                    | Comp                       | Pres       | Reti       | Comp            | Pres            | Reti            | Comp               | Pres               | Reti               | Comp        | Pres        | Reti        | Pres   | Reti   |
| -------------------------- | -------------------------- | -------------------------- | ---------- | ---------- | --------------- | --------------- | --------------- | ------------------ | ------------------ | ------------------ | ----------- | ----------- | ----------- | ------ | ------ |
| 2015                       | Fluminense                 | A/RJ+A                     | 12+29      | 4+1        | CB              | 4               | 0               | -                  | -                  | -                  | -           | -           | -           | 45     | 5      |
| gen.-giu. 2016             | Fluminense                 | A/RJ+A                     | 10+2       | 0          | CB              | 3               | 1               | -                  | -                  | -                  | PL          | 3           | 2           | 18     | 3      |
| Totale Fluminense          | Totale Fluminense          | Totale Fluminense          | 22+31      | 4+1        |                 | 7               | 1               |                    | -                  | -                  |             | 3           | 2           | 63     | 8      |
| 2016-2017                  | Roma                       | A                          | 4          | 0          | CI              | 0               | 0               | UCL+UEL            | 1+6                | 0                  | -           | -           | -           | 11     | 0      |
| 2017-2018                  | Roma                       | A                          | 24         | 2          | CI              | 1               | 0               | UCL                | 6                  | 0                  | -           | -           | -           | 31     | 2      |
| Totale Roma                | Totale Roma                | Totale Roma                | 28         | 2          |                 | 1               | 0               |                    | 13                 | 0                  |             | -           | -           | 42     | 2      |
| 2018-2019                  | Fiorentina                 | A                          | 36         | 3          | CI              | 4               | 0               | -                  | -                  | -                  | -           | -           | -           | 40     | 3      |
| lug.-dic. 2019             | Flamengo                   | A/RJ+A                     | 0+27       | 0+2        | CB              | 0               | 0               | CL                 | 7                  | 0                  | Cmc         | 2           | 0           | 36     | 2      |
| 2020                       | Flamengo                   | A/RJ+A                     | 10+34      | 1+1        | CB              | 3               | 0               | CL                 | 7                  | 0                  | SB+RS       | 1+2         | 0+2         | 57     | 4      |
| gen.-giu. 2021             | Flamengo                   | A/RJ+A                     | 6+4        | 1+0        | CB              | 1               | 0               | CL                 | 4                  | 0                  | SB          | 1           | 0           | 16     | 1      |
| 2021-2022                  | Olympique Marsiglia        | L1                         | 35         | 9          | CF              | 3               | 0               | UEL+UECL           | 4+6                | 0+2                | -           | -           | -           | 48     | 11     |
| 2022-gen. 2023             | Olympique Marsiglia        | L1                         | 10         | 2          | CF              | 0               | 0               | UCL                | 3                  | 0                  | -           | -           | -           | 13     | 2      |
| Totale Olympique Marsiglia | Totale Olympique Marsiglia | Totale Olympique Marsiglia | 45         | 11         |                 | 3               | 0               |                    | 13                 | 2                  |             | -           | -           | 61     | 13     |
| 2023                       | Flamengo                   | A/RJ+A                     | 10+32      | 0+5        | CB              | 9               | 1               | CL                 | 6                  | 0                  | SB+RS+Cmc   | 1+1+1       | 0+0+0       | 60     | 6      |
| 2024                       | Flamengo                   | A/RJ+A                     | 6+32       | 0+3        | CB              | 10              | 0               | CL                 | 8                  | 1                  | -           | -           | -           | 56     | 4      |
| gen.-lug. 2025             | Flamengo                   | A/RJ+A                     | 8+9        | 1+0        | CB              | 2               | 0               | CL                 | 5                  | 0                  | SB+Cmc      | 1+3         | 1           | 28     | 2      |
| Totale Flamengo            | Totale Flamengo            | Totale Flamengo            | 40+138     | 3+11       |                 | 25              | 1               |                    | 37                 | 1                  |             | 13          | 3           | 253    | 19     |
| Totale carriera            | Totale carriera            | Totale carriera            | 344        | 35         |                 | 40              | 2               |                    | 63                 | 3                  |             | 16          | 5           | 463    | 45     |

### Cronologia presenze e reti in nazionale
| Cronologia completa delle presenze e delle reti in nazionale ― Brasile | Cronologia completa delle presenze e delle reti in nazionale ― Brasile | Cronologia completa delle presenze e delle reti in nazionale ― Brasile | Cronologia completa delle presenze e delle reti in nazionale ― Brasile | Cronologia completa delle presenze e delle reti in nazionale ― Brasile | Cronologia completa delle presenze e delle reti in nazionale ― Brasile | Cronologia completa delle presenze e delle reti in nazionale ― Brasile | Cronologia completa delle presenze e delle reti in nazionale ― Brasile |
| Data                                                                   | Città                                                                  | In casa                                                                | Risultato                                                              | Ospiti                                                                 | Competizione                                                           | Reti                                                                   | Note                                                                   |
| ---------------------------------------------------------------------- | ---------------------------------------------------------------------- | ---------------------------------------------------------------------- | ---------------------------------------------------------------------- | ---------------------------------------------------------------------- | ---------------------------------------------------------------------- | ---------------------------------------------------------------------- | ---------------------------------------------------------------------- |
| 2-9-2021                                                               | Santiago del Cile                                                      | Cile                                                                   | 0 – 1                                                                  | Brasile                                                                | Qual. Mondiali 2022                                                    | -                                                                      | 46’ 90+3’                                                              |
| 9-9-2021                                                               | Recife                                                                 | Brasile                                                                | 2 – 0                                                                  | Perù                                                                   | Qual. Mondiali 2022                                                    | -                                                                      |                                                                        |
| 7-10-2021                                                              | Caracas                                                                | Venezuela                                                              | 1 – 3                                                                  | Brasile                                                                | Qual. Mondiali 2022                                                    | -                                                                      |                                                                        |
| 16-11-2021                                                             | San Juan                                                               | Argentina                                                              | 0 – 0                                                                  | Brasile                                                                | Qual. Mondiali 2022                                                    | -                                                                      | 46’                                                                    |
| 12-10-2023                                                             | Cuiabá                                                                 | Brasile                                                                | 1 – 1                                                                  | Venezuela                                                              | Qual. Mondiali 2026                                                    | -                                                                      | 79’                                                                    |
| 6-9-2024                                                               | Curitiba                                                               | Brasile                                                                | 1 – 0                                                                  | Ecuador                                                                | Qual. Mondiali 2026                                                    | -                                                                      | 62’                                                                    |
| 10-9-2024                                                              | Asunción                                                               | Paraguay                                                               | 1 – 0                                                                  | Brasile                                                                | Qual. Mondiali 2026                                                    | -                                                                      | 79’                                                                    |
| 10-10-2024                                                             | Santiago del Cile                                                      | Cile                                                                   | 1 – 2                                                                  | Brasile                                                                | Qual. Mondiali 2026                                                    | -                                                                      | 46’                                                                    |
| 15-10-2024                                                             | Brasília                                                               | Brasile                                                                | 4 – 0                                                                  | Perù                                                                   | Qual. Mondiali 2026                                                    | -                                                                      |                                                                        |
| 14-11-2024                                                             | Maturín                                                                | Venezuela                                                              | 1 – 1                                                                  | Brasile                                                                | Qual. Mondiali 2026                                                    | -                                                                      |                                                                        |
| 19-11-2024                                                             | Salvador                                                               | Brasile                                                                | 1 – 1                                                                  | Uruguay                                                                | Qual. Mondiali 2026                                                    | 1                                                                      | 86’                                                                    |
| 20-3-2025                                                              | Brasilia                                                               | Brasile                                                                | 2 – 1                                                                  | Colombia                                                               | Qual. Mondiali 2026                                                    | -                                                                      | 28’                                                                    |
| 5-6-2025                                                               | Guayaquil                                                              | Ecuador                                                                | 0 – 0                                                                  | Brasile                                                                | Qual. Mondiali 2026                                                    | -                                                                      | 78’                                                                    |
| 10-6-2025                                                              | San Paolo                                                              | Brasile                                                                | 1 – 0                                                                  | Paraguay                                                               | Qual. Mondiali 2026                                                    | -                                                                      | 79’                                                                    |
| Totale                                                                 |                                                                        | Presenze                                                               | 14                                                                     |                                                                        | Reti                                                                   | 1                                                                      |                                                                        |

## Palmarès

### Club

#### Competizioni statali
- Campionato Carioca: 4

Flamengo: 2020, 2021, 2024, 2025
- Taça Guanabara: 4

Flamengo: 2020, 2021, 2024, 2025

#### Competizioni nazionali
- Campionato brasiliano: 2

Flamengo: 2019, 2020
- Coppa del Brasile: 1

Flamengo: 2024
- Supercoppa del Brasile: 3

Flamengo: 2020, 2021, 2025

#### Competizioni internazionali
- Coppa Libertadores: 1

Flamengo: 2019
- Recopa Sudamericana: 1

Flamengo: 2020

### Individuale
- Prêmio Craque do Brasileirão: 1

2019
- Bola de Prata: 1

2019